# Sworn to a Great Divide
Sworn to a Great Divide è il settimo album in studio del gruppo melodic death metal svedese Soilwork, pubblicato nel 2007.

## Tracce
1. Sworn to a Great Divide – 3:33
2. Exile – 3:49
3. Breeding Thorns – 3:55
4. Your Beloved Scapegoat – 3:58
5. The Pittsburgh Syndrome – 2:46
6. I, Vermin – 3:38
7. Light Discovering Darkness – 3:50
8. As the Sleeper Awakes – 4:18
9. Silent Bullet – 3:26
10. Sick Heart River – 4:12
11. 20 More Miles – 4:38

## Formazione
- Björn "Speed" Strid − voce
- Daniel Antonsson − chitarre
- Ola Frenning − chitarre
- Ola Flink − basso
- Sven Karlsson − tastiere, sampler
- Dirk Verbeuren − batteria